# Csaba Fehér
Csaba Fehér (*Szekszárd, Tolna, Hungría, 2 de septiembre de 1975), futbolista húngaro. Juega de volante y su primer equipo fue Pécsi Munkás FC.

## Selección nacional
Ha sido internacional con la Selección de fútbol de Hungría, ha jugado 42 partidos internacionales.

## Clubes
| Club                      | País         | Año       |
| ------------------------- | ------------ | --------- |
| Pécsi Munkás FC           | Hungría      | 1992-1996 |
| Újpest FC                 | Hungría      | 1996-1999 |
| MTK Hungría               | Hungría      | 1999      |
| K.F.C. Verbroedering Geel | Bélgica      | 1999      |
| NAC Breda                 | Países Bajos | 2000-2004 |
| PSV Eindhoven             | Países Bajos | 2004      |
| Újpest FC                 | Hungría      | 2005      |
| Willem II                 | Países Bajos | 2005-2006 |
| PSV Eindhoven             | Países Bajos | 2006-2007 |
| NAC Breda                 | Países Bajos | 2007-2011 |
| Újpest FC                 | Hungría      | 2011-     |

## Palmarés

### Campeonatos nacionales
| Título     | Club          | País         | Año  |
| ---------- | ------------- | ------------ | ---- |
| NB1        | Újpest FC     | Hungría      | 1998 |
| Eredivisie | PSV Eindhoven | Países Bajos | 2007 |